# Tristan Horncastle
Tristan Horncastle (nació el 23 de marzo de 1986 en Fredericton, Nuevo Brunswick) es un cantante y compositor canadiense de música country. Horncastle firmó con la discográfica Royalty Records en noviembre de 2013. Su primer sencillo para el sello fue, "A Little Bit of Alright", fue lanzado en enero de 2014. Alcanzó el puesto número 34 en Billboard Canadá Country chart. El álbum debut de Horncastle, A Little Bit of Alright, fue lanzado a través de Royalty el 27 de mayo de 2014 y disribuido por Sony Music Canadá.

## Discográfia

### EP
| Título           | Detalles                                                           |
| ---------------- | ------------------------------------------------------------------ |
| Good Kinda Crazy | - Fecha de lanzamiento: septiembre de 2012 - Discográfica: ninguna |

### Álbumes de estudio
| Título                  | Detalles                                                                   |
| ----------------------- | -------------------------------------------------------------------------- |
| A Little Bit of Alright | - Fecha de lanzamiento: 27 de mayo de 2014 - Discográfica: Royalty Records |

### Sencillos
| Año                                   | Sencillo                  | Mejores posiciones | Álbum                   |
| Año                                   | Sencillo                  | CAN Country        | Álbum                   |
| ------------------------------------- | ------------------------- | ------------------ | ----------------------- |
| 2013                                  | "She Brings the Beer"     | —                  | A Little Bit of Alright |
| 2014                                  | "A Little Bit of Alright" | 34                 | A Little Bit of Alright |
| 2014                                  | "That Was Before"         | —                  | A Little Bit of Alright |
| 2014                                  | "You Want"                | —                  | A Little Bit of Alright |
| 2015                                  | "Recreation Land"         | —                  | A Little Bit of Alright |
| "—" Significa que no ingresó al chart |                           |                    |                         |